# Hoog Soeren

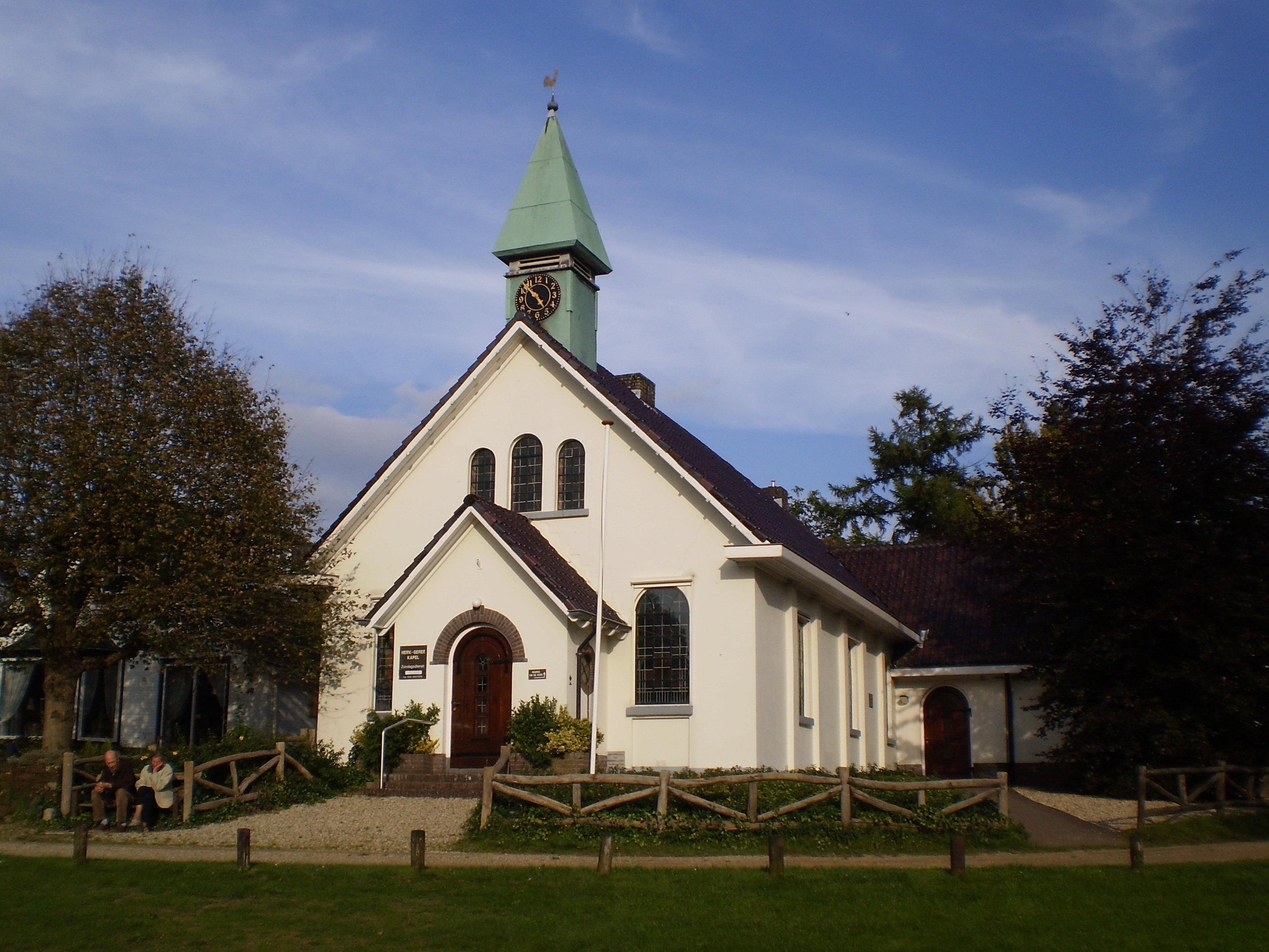
Kapelle der PKN

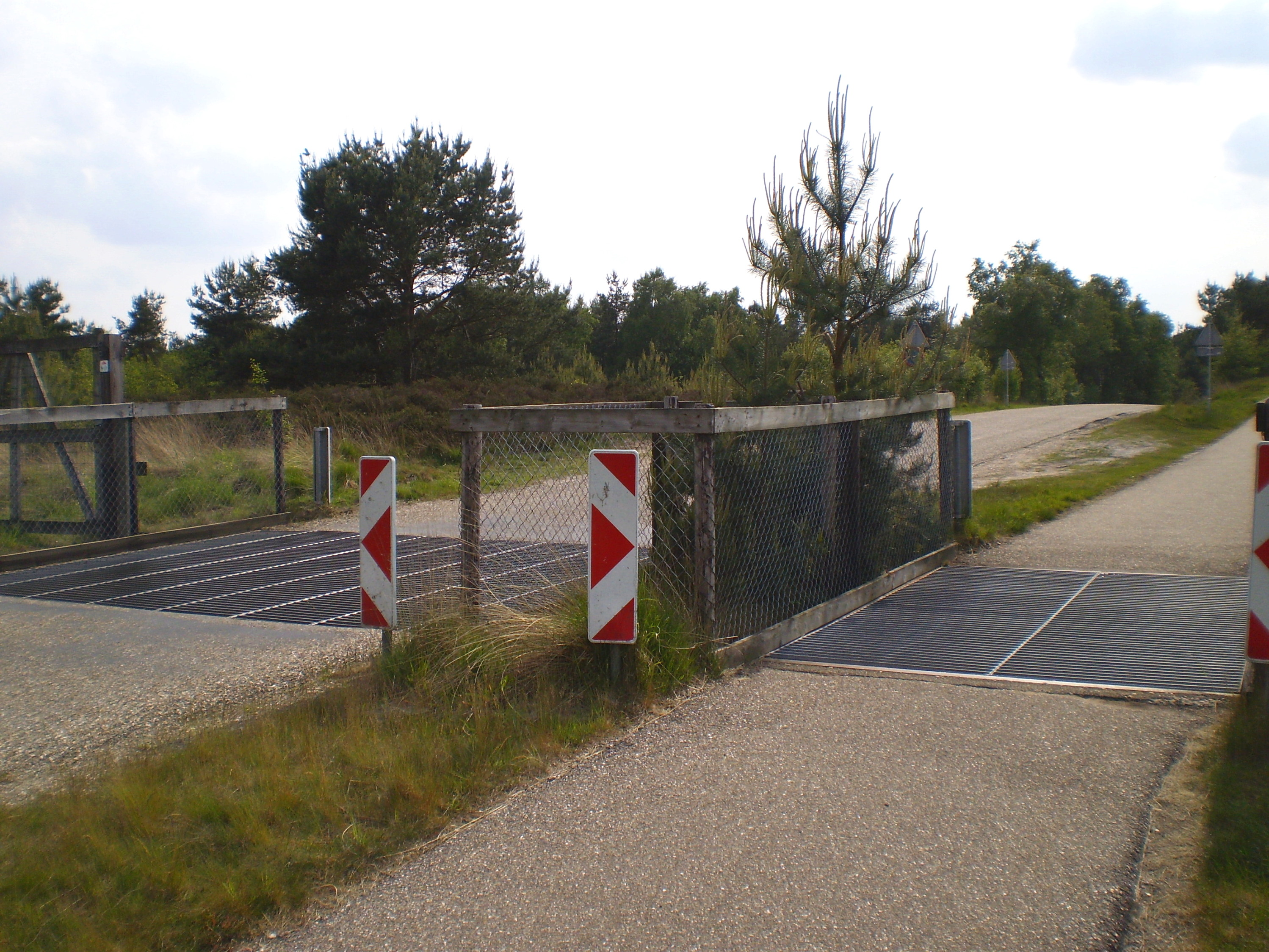
Viehgitter zwischen Assel und Hoog Soeren

Hoog Soeren (niedersächsisch Hoog Soeren) ist ein Dorf in der Gemeinde Apeldoorn in der niederländischen Provinz Gelderland.

## Geographie
Der Stadtteil Hoog Soeren en Radio Kootwijk (inkl. die Weiler Assel und Hoog Buurlo) hat 355 Einwohner, nur das Dorf 195 Einwohner. Der Stadtteil hat eine Fläche von etwa 44 km². Es liegt im Westen der Gemeinde, umringt von den Wäldern der Veluwe.
Nördlich befindet sich Het Loo, ein Museum der Geschichte des niederländischen Königshauses und ein ehemaliges Königsschloss. Nordwestlich von Hoog Soeren liegt der Torenheuvel, mit 107 Meter der zweithöchste Hügel von Gelderland.
Seit 1996 ist die Dorfansicht von Hoog Soeren gemeindlich geschützt.

## Geschichte
Schon im Prähistorie haben hier Menschen gelebt, die zahlreiche Hügelgräber geben hiervon Beweis. Auf einer alten Karte der Veluwe aus dem 16. Jahrhundert wird Hoog Soeren als Hooch Zuer vermeldet. Das Dörfchen bildete damals die Kreuzung von wichtigen Durchgangssandwegen, in Richtung Harderwijk, Apeldoorn, Arnheim und Amersfoort.

## Sport
Das Dorf verfügt über einen Golfclub, der Veluwse Golf Club. Im Winter wird in Hoog Soeren und Umgebung der Midwinter-Marathon gelaufen.